# Медаль «Серп і Молот»
Меда́ль «Серп і Мо́лот»  — медаль, знак особливої відзнаки СРСР. Впроваджена Указом Президії Верховної Ради СРСР від 22 травня 1940 року. Вручалася Герою Соціалістичної Праці разом із найвищою нагородою СРСР — орденом Леніна та Почесною грамотою Президії Верховної Ради СРСР. Автор макету медалі — художник Поманський.

## Опис медалі
Медаль «Серп і Молот» має форму п'ятикутної зірки з двогранними променями. У центрі розташоване рельєфне зображення серпа та молота.
На зворотному боці — напис «Герой Социалистического Труда» та номер медалі.
Медаль виготовлялася із золота, має вагу 15,25 г.
Медаль «Серп і Молот» за допомогою вушка і кільця з'єднується з металевою позолоченою колодочкою завширшки 19,5 мм та заввишки 15 мм. Внутрішня частина колодочки обтягнута шовковою муаровою стрічкою червоного кольору завширшки 20 мм.